# Puente colgante de Capilano
El puente colgante de Capilano cruza el río Capilano en el Distrito de Vancouver Norte, en Vancouver, Columbia Británica, Canadá. El puente actual tiene una longitud de 140 metros, y se encuentra suspendido a 70 metros de altura sobre el río. Es un sitio turístico muy importante de Vancouver, que atrae alrededor de 800 000 visitantes al año.

## Historia
El puente fue construido en 1889 por George Grant Mackay, un ingeniero civil escocés. En su construcción inicial se usaron cuerdas de cáñamo y para el resto se usaron tablas de cedro. En 1903, se cambió el cáñamo por cables de alambre mucho más resistentes. En 1910, Edward Mahon compró el puente. «Mac»" MacEachran le compró el puente a Mahon en 1935 e invitó a los nativos locales a colocar sus tótems en el parque para añadirle una temática nativa. En 1945, vendió el puente a Henri Aubeneau.
El puente se sometió a reconstrucción integral en el año 1956.
El parque fue vendido en 1983 a la actual propietaria, Nancy Stibbard.

## Otras características del parque
En el parque podemos encontrar bosque templados húmedos, jardines, senderos naturales, la colección privada más grande de tótems de las Naciones Originarias de Canadá, así como disfraces y exposiciones que ponen en valor la historia del parque y el bosque templado lluvioso circundante. Los huéspedes también pueden asistir a actuaciones de las Naciones Originarias, con sus vestimentas tradicionales, máscaras, bailes y narraciones de cuentos.
En junio de 2011, fue introducida en el parque una nueva atracción llamada Cliff Walk.

## Incidentes
El 6 de junio de 2010, un adolescente de California, durante una excursión de clase, trepó por una barandilla y cayó desde una altura de más de 30 metros desde una plataforma de observación cercada cerca del puente. Cuando el equipo de rescate acudió en su ayuda, la víctima estaba muerta. El hallazgo oficial de RPMC fue que el adolescente estaba bajo la influencia de LSD en el momento del incidente.
El 2 de junio de 2012, un turista de 30 años de Ontario murió al caer cerca del puente. La policía indica que la víctima estaba caminando por senderos cerca de la atracción popular, cuando trepó por una barandilla y cayó a la cuenca del río.

## Cultura popular
El puente ha sido el escenario de episodios de varias series de televisión, incluyendo MacGyver, Salto al infinito, The Crow: Stairway to Heaven y Psych.
En 1974, los psicólogos Donald Dutton y Arthur Aron realizaron un experimento en el puente. Los hombres a los que se les acercaba una investigadora en este puente eran más favorables a llamarla más tarde, que los hombres a los que se les acercaban en un puente más sólido que cruzaba el mismo río. Dutton y Aron se apoyaron en la teoría de que los hombres atribuían erróneamente la excitación causada por el miedo por la atracción sexual hacia la mujer. Esta investigación apoyó la teoría de la «emoción de dos factores» de Stanley Schachter.